# تپه خزانه باقرآباد
تپه خزانه باقرآباد در شهرستان دیواندره، بخش سارال، روستای باقرآباد واقع شده و این اثر در تاریخ ۲۴ فروردین ۱۳۸۲ با شمارهٔ ثبت ۸۰۱۹ به‌عنوان یکی از آثار ملی ایران به ثبت رسیده است.